# Мадхав-рао I
Мадхав-рао (14 февраля 1745 — 18 ноября 1772) — пешва (глава правительства) государства маратхов из семьи Бхат.

## Биография
Мадхав-рао был сыном пешвы Баладжи Баджи-рао. Его отец скончался в 1761 году, после получения известий о разгроме маратхов в битве при Панипате, когда Мадхав-рао было ещё 16 лет, поэтому молодому пешве стал помогать его дядя Рагхунатх-рао.
В 1762 году молодой пешва решил завоевать северную часть региона Карнатака, которой в то время владел Низам Хайдарабада. Этот поход привёл к разногласиям между ним и дядей, а раскол среди правителей вызвал и раскол среди военачальников. В августе 1762 года Рагхунатх-рао отправился в Вагдаон, и начал собирать там собственную армию. В ноябре 1762 года состоялось сражение между армиями Мадхав-рао и Рагхунатх-рао, в котором дядя победил племянника. После победы дядя взял на себя контроль над основными решениями правительства; в частности, он решил помириться с низамом Хайдарабада.
Низам, однако, воспользовался ослаблением маратхов, чтобы постепенно начать просачиваться в регионы, находящиеся под их контролем, поэтому весной 1763 года маратхская армия, вновь под руководством Мадхав-рао, вновь выступила в поход. В августе 1763 года хайдарабадская армия была разбита в битве при Ракшасбхуване, однако самому низаму удалось бежать.
В 1764 года армия маратхов вновь двинулась в Карнатаку, и стала завоёвывать северные регионы княжества Майсур. Однако война затянулась, а когда Мадхав-рао призвал на помощь дядю Рагхунатх-рао — тот заключил мир с Хайдером Али.
Тогда пешва решил улучшить отношения с низамом. 5 февраля 1766 года Мадхав-рао лично встретился с Асаф Джахом в Курумкхеде, что сильно улучшило их взаимопонимание. В конце 1767 года в Пуне появился британский офицер Мастин, который пытался договориться с пешвой о пропуске британских войск через территорию маратхов для войны против Майсура, но Мадхав-рао отказал ему в этом.
Рагхунатх-рао некоторое время пытался руководить расширением владений маратхов на севере, но не преуспел в этом и, в 1768 году вернувшись в Пуну, опять развязал боевые действия против Мадхав-рао. Однако пешва захватил его и поместил под домашний арест. Однако его сторонники оставались на свободе, и 7 сентября 1769 года генерал Рамсингх попытался зарубить Мадхав-рао, когда тот возвращался домой из храма.
В июне 1770 года Мадхав-рао вновь выступил в поход на Карнатаку, однако заболел туберкулёзом, который стал быстро подтачивать его здоровье. Он решил провести свои последние дни в храме Ганеши, где и скончался в ноябре 1772 года.